# Lori Lightfoot

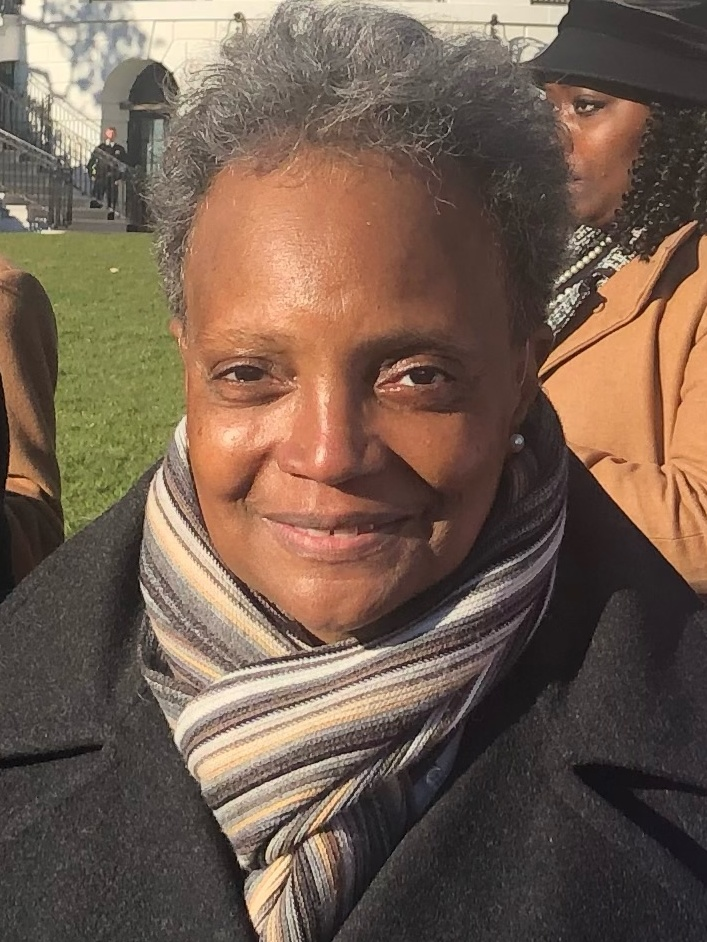
Lori Lightfoot (2021)

Lori Elain Lightfoot (* 4. August 1962 in Massillon, Ohio) ist eine amerikanische Juristin und Politikerin der Demokraten. Sie war von 2019 bis 2023 die 56. Person im Amt des  Bürgermeisters von Chicago (Illinois).
Lori Lightfoot studierte an der University of Michigan (Bachelor of Arts in Politikwissenschaft 1984) und an der University of Chicago (Juris Doctor 1989).
Bei der Wahl am 26. Februar 2019 erhielt keiner der neun Kandidaten eine absolute Mehrheit. Bei der Stichwahl am 2. April 2019 erhielt Lightfoot 73,70 % der Stimmen und Toni Preckwinkle 26,30 %. Die Wahlbeteiligung betrug 32,89 %. Sie ist die zweite Bürgermeisterin Chicagos nach Jane Byrne. Außerdem ist sie die erste schwarze Frau an der Spitze der Stadt und das erste offen homosexuell lebende Stadtoberhaupt Chicagos.
Bei der Wahl zum Bürgermeister 2023 trat Lightfoot erneut an und schied im ersten Wahlgang aus. Mit 17 % der Stimmen wurde sie Dritte und verfehlte damit die notwendig gewordene Stichwahl.
Sie ist mit Amy Eshleman verheiratet und hat eine adoptierte Tochter.